# Thomas D’Arcy McGee

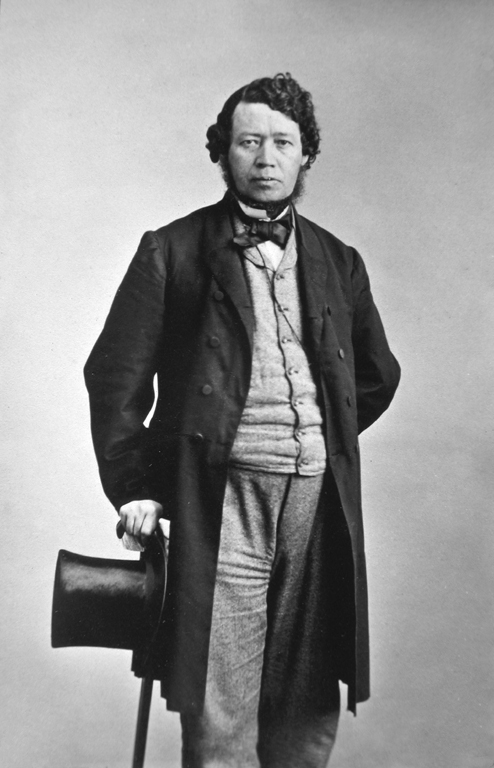
Thomas D’Arcy McGee

Thomas D’Arcy Etienne Hughes McGee (* 13. April 1825 in Carlingford, Irland; † 7. April 1868 in Ottawa) war ein irisch-kanadischer Politiker, Autor, Herausgeber und Journalist. Als einer der Väter der Konföderation gehört er zu den Wegbereitern des 1867 gegründeten kanadischen Bundesstaates. Im September 1867 wurde er zum Abgeordneten im Unterhaus gewählt, wenige Monate später fiel er einem Attentat zum Opfer.

## Biografie
McGee verbrachte seine Kindheit in der irischen Stadt Wexford, wo sein Vater für die Küstenwache arbeitete. Die Mutter war Tochter eines Buchhändlers und führte ihren Sohn in die Literatur ein. Die Schulbildung erhielt McGee in einer Heckenschule. 1842 wanderte er in die USA aus und ließ sich in Boston nieder, wo er Arbeit bei der katholischen Zeitung The Pilot fand. Er warb neue Abonnenten an, schrieb Artikel über die Geschichte der irischen Literatur und hielt nationalistische Reden vor irischen Einwanderern. Nachdem er Redakteur geworden war, setzte er sich in seinen Artikeln für die Unabhängigkeit Irlands und die Rechte von Katholiken ein; er befürwortete auch die Annexion Britisch-Nordamerikas durch die USA.
1845 kehrte McGee nach Irland zurück, um für die nationalistischen Publikationen Freeman's Journal und The Nation zu schreiben. Er engagierte sich in der Bewegung Junges Irland, die ein unabhängiges Irland forderte. Nach dem Scheitern eines bewaffneten Aufstands musste er 1848 in die USA fliehen. In New York gab er die Zeitung Nation heraus und überwarf sich mit den Anhängern einer irischen Republik. Ab 1850 gab er den American Celt heraus; zunächst in Boston, später in Buffalo und schließlich ab 1853 in New York. Zunehmend verurteilte er den revolutionären Liberalismus als Gefahr für das Christentum und die Zivilisation. Mit der Zeit kam eine kritische Haltung gegenüber dem Republikanismus und der US-amerikanischen Expansionspolitik hinzu.
McGee zog 1857 nach Montreal und gab ein Jahr lang die Zeitung New Era heraus. Er hatte sich mittlerweile mit dem britischen Imperialismus versöhnt und war nun der Überzeugung, dass die Rechte der Katholiken hier besser gewahrt würden als in den USA. In seinen Leitartikeln verurteilte er den Einfluss des Oranier-Ordens und forderte die verstärkte wirtschaftliche Entwicklung durch den Bau von Eisenbahnen und Aufbau von Industrien sowie eine stärkere Einwanderung. Außerdem präsentierte er erstmals Ideen für einen kanadischen Bundesstaat. Im Dezember 1857 wurde McGee ins Unterhaus der Provinz Kanada gewählt, im Parlament unterstützte er die Reformer um George Brown. In der liberalen Regierung von John Sandfield Macdonald war er im Jahr 1862 Minister für Landwirtschaft, Einwanderung und Statistik. Nach kurzer Zeit wurde McGee aus der Regierung entlassen, woraufhin er zu den Konservativen übertrat.

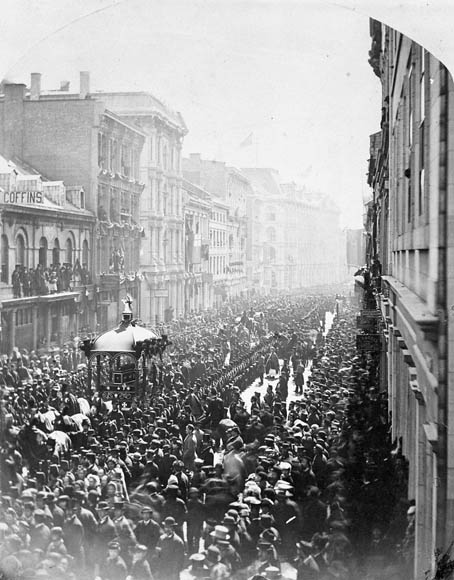
Trauerzug für Thomas D’Arcy McGee in Montreal

1863 gewannen die Konservativen die Wahl und McGee erhielt seinen alten Ministerposten zurück. Als Delegierter der Provinz Kanada nahm er an der Charlottetown-Konferenz und an der Québec-Konferenz teil, wo die Gründung einer kanadischen Konföderation beschlossen wurde. McGee entfremdete sich zunehmend von seiner irischen Wählerschaft. Er lehnte eine irische Republik weiterhin vehement ab und bezeichnete seine früher geäußerten, entgegengesetzten Ansichten als jugendliche Dummheit. Darüber hinaus verurteilte er die wiederholten bewaffneten Überfälle der Fenian Brotherhood von US-amerikanischem Gebiet aus. Obwohl er seine Stammwählerschaft gegen sich aufgebracht hatte, wurde er im September 1867 bei der ersten kanadischen Unterhauswahl im Wahlkreis Montreal West gewählt, wenn auch nur knapp.

## Das Attentat und die Folgen
In den frühen Morgenstunden des 7. April 1868 kehrte McGee in Ottawa von einer Unterhaussitzung, die sich bis nach Mitternacht hingezogen hatte, in seine Wohnung zurück. Als er gerade das Haus an der Sparks Street betreten wollte (die Hausbesitzerin hatte für ihn die Tür aufgeschlossen), wurde er von hinten durch einen Schuss ins Genick getötet. Henry J. Friel, der Bürgermeister von Ottawa, setzte eine Belohnung von 2000 Dollar für die Ergreifung des Mörders aus. McGee erhielt ein Staatsbegräbnis und wurde am 13. April in Montreal in einer Krypta auf dem Friedhof Notre-Dame-des-Neiges beigesetzt.
Am Tag des Attentats wurden mehr als 40 Personen festgenommen, überwiegend irischstämmige Anhänger der Fenians. Prominentester Verdächtiger war der Stallknecht von Premierminister John Macdonald, Patrick Buckley, der die Behörden auf Patrick J. Whelan aufmerksam machte. Whelan galt bald als Hauptverdächtiger und wurde am 9. April wegen Mordes angeklagt. Obwohl die Anklage lediglich auf Indizien beruhte, keine direkten Beweise vorlagen und verschiedene Zeugenaussagen dubios wirkten, wurde er am 15. September zum Tode verurteilt. Das Appellationsgericht wies die Berufung gegen das Urteil zurück. Whelan wurde schließlich am 11. Februar 1869 vor 5.000 Zuschauern durch Hängen hingerichtet.

## Werke

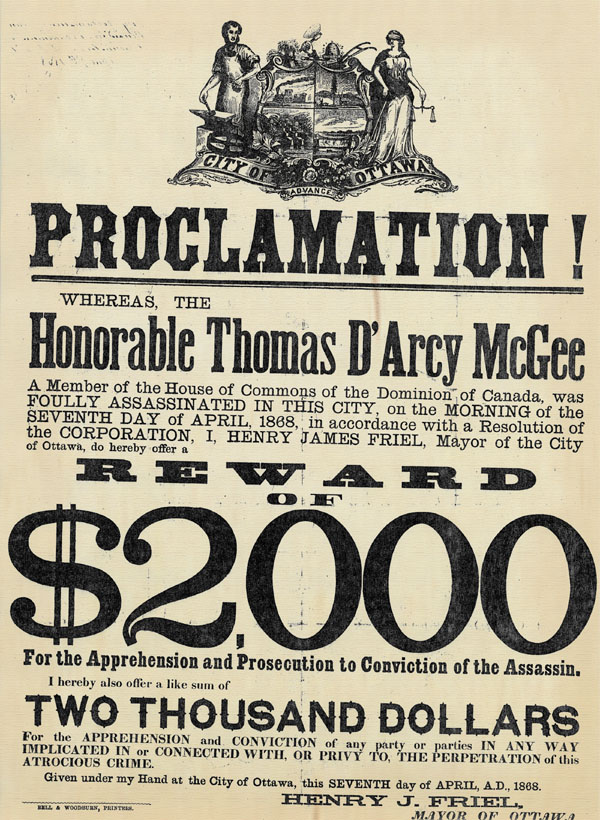
Ankündigung einer Belohnung durch den Bürgermeister von Ottawa für die Ergreifung von McGees Mörder

- Eva MacDonald, a tale of the United Irishmen (1844)
- Historical sketches of O’Connell and his friends (1845)
- A history of the Irish settlers in North America (1851)
- A history of the attempts to establish the Protestant reformation in Ireland (1853)
- The Catholic history of North America (1855)
- A life of the Rt. Rev. Edward Maginn (1857)
- Sebastian, or the Roman martyr (1861)
- A popular history of Ireland (1863)
- The poems of Thomas D’Arcy McGee (1869)